# Parrish (Alabama)
Parrish – miasto w Stanach Zjednoczonych, w stanie Alabama, w hrabstwie Walker. 
W roku 2023 miasto zamieszkiwało 970 osób, a gęstość zaludnienia wynosiła 179,6 osoby/km².